# Tengella perfuga
Espèce
Tengella perfuga est une espèce d'araignées aranéomorphes de la famille des Zoropsidae.

## Distribution
Cette espèce est endémique du Nicaragua.

## Description
Les mâles mesurent de 11,15 à 15,50 mm et les femelles de 13,76 à 18,05 mm.

## Publication originale
- Dahl, 1901 : Nachtrag zur Uebersicht der Zoropsiden. Sitzungsberichte der Gesellschaft Naturforschender Freunde zu Berlin, vol. 1901, p. 244-255 (texte intégral).